# 勒梅尼勒巴克莱
勒梅尼勒巴克莱（法語：Le Mesnil-Bacley，法語發音：[lə menil baklɛ] ⓘ）是法国卡尔瓦多斯省的一个旧市镇，属于利雪区。2016年，勒梅尼勒巴克莱与临近的21个市镇合并为新市镇利瓦罗派多日。

## 地理
勒梅尼勒巴克莱（48°59'59"N, 0°8'7"E）面积4.47 平方千米，位于法国诺曼底大区卡爾瓦多斯省，该省份为法国西北部沿海省份，北濒大西洋英吉利海峡，东北与滨海塞纳省以海上边界相接，东临厄尔省，南至奧恩省，西与芒什省接壤。
与勒梅尼勒巴克莱接壤的市镇（或旧市镇、城区）包括：厄尔特旺、利瓦罗、蒙维耶特、圣米歇尔德利韦。
勒梅尼勒巴克莱的时区为UTC+01:00、UTC+02:00（夏令时）。

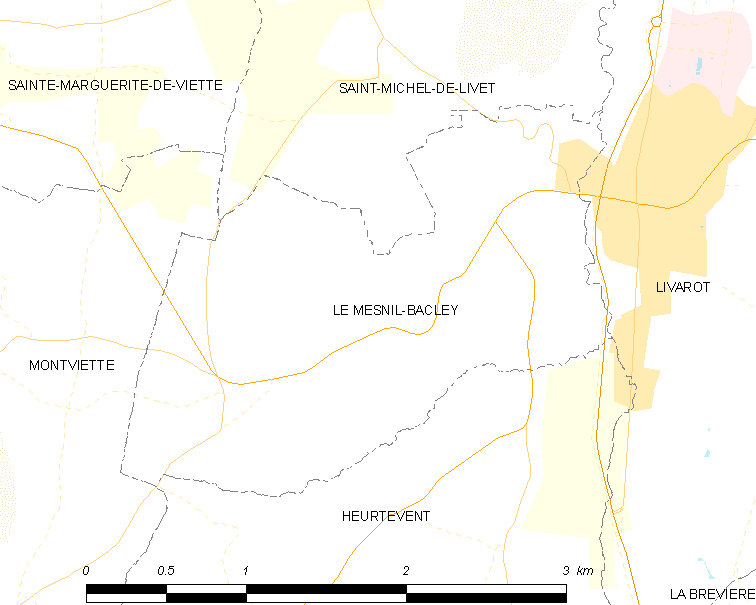
勒梅尼勒巴克莱的OSM定位图

## 行政
勒梅尼勒巴克莱的邮政编码为14140，INSEE市镇编码为14414。

## 政治
勒梅尼勒巴克莱所属的省级选区为利瓦罗派多日县。

## 人口

1962-2008年间勒梅尼勒巴克莱人口变化图示

勒梅尼勒巴克莱于2018年1月1日时的人口数量为195人。